# Toppen av ingenting
Toppen av ingenting (Engelse titel: The Real Estate) is een Zweeds-Britse film uit 2018, geregisseerd door Måns Månsson en Axel Petersén.

## Verhaal
De 68-jarige Nojet leeft een luxueus leventje, gefinancierd door haar vader. Bij diens overlijden erft ze een van zijn appartementsgebouwen in Stockholm. Maar wat een geschenk leek te zijn, is in werkelijkheid een vloek. Ze vindt het gebouw in totale chaos, verwaarloosd door haar alcoholische halfbroer en zijn zoon en geen enkele huurder heeft een legaal huurcontract.

## Rolverdeling
| Acteur            | Personage  |
| ----------------- | ---------- |
| Léonore Ekstrand  | Nojet      |
| Christer Levin    | Lex        |
| Christian Saldert | Chris      |
| Olof Rhodin       | Mickey     |
| Carl Johan Merner | Carl Serum |
| Don Bennechi      | Don        |

## Release
Toppen av ingenting ging op 18 februari 2018 in première op het internationaal filmfestival van Berlijn in de competitie voor de Gouden Beer.